# هامبا ناجاراجايا
هامبا ناجاراجايا (بالإنجليزية: Hampa Nagarajaiah)‏‏ (7 أكتوبر 1936 - ) كاتب من الهند.